# OW Возничего
OW Возничего (лат. OW Aurigae) — одиночная переменная звезда в созвездии Возничего на расстоянии (вычисленном из значения параллакса) приблизительно 10912 световых лет (около 3346 парсеков) от Солнца. Видимая звёздная величина звезды — от +13,6m до +12,3m.

## Характеристики
OW Возничего — красная углеродная пульсирующая медленная неправильная переменная звезда (LB) спектрального класса C. Эффективная температура — около 3294 К.